# Njambuur (P 773)
Njambuur (P 773) je dělový člun senegalského námořnictva. Člun byl postaven v letech 1980–1983 ve Francii. Je stále v aktivní službě.

## Stavba
Plavidlo postavila francouzská loděnice Societe Francaise de Constructions Navales (SFCN) ve Villeneuve-de-Garonne na základě jejího typu PR-72MS. V rámci této typové řady byla postavena ještě dvojice hlídkových lodí třídy Okba (PR-72M) pro Maroko a šestice korvet třídy Velarde (PR-72P) pro Peru. Dělový člun Njambuur byl na vodu spuštěn dne 23. prosince 1980 a do služby vstoupil dne 1. února 1983.

## Konstrukce
Plavidlo nese navigační radary Decca 1226 a Furuno 1421. Hlavňovou výzbroj tvoří dva 76mm kanóny OTO Melara a dva 20mm kanóny GIAT. Pohonný systém tvoří čtyři diesely o celkovém výkonu 12 800 hp, které pohánějí dva lodní šrouby. Nejvyšší rychlost dosahuje 30 uzlů.